# Kseniya Rappoport
Kseniya Rappoport (în rusă Ксения Александровна Раппопорт, n. 25 martie 1974, Leningrad, RSFS Rusă, URSS) este o actriță rusă.

## Filmografie

### Film
| Anul | Titlu                         | Rol                                                          | Note |
| ---- | ----------------------------- | ------------------------------------------------------------ | ---- |
| 1991 | Get Thee Out                  |                                                              |      |
| 1993 | Russian bride                 | Kristina                                                     |      |
| 1997 | Anna Karenina                 | Mariya                                                       |      |
| 1999 | Flowers of Marigold           | Elena, fiica lui Serafim, și disident                        |      |
| 1999 | I'll pay more!                | Natusya                                                      |      |
| 2005 | Kazaroza                      | Alevtina                                                     |      |
| 2006 | Necunoscuta                   | Irena                                                        |      |
| 2006 | Ratatouille                   | Margo                                                        |      |
| 2008 | Yuri's Day                    | Lyubov Vasilyeva                                             |      |
| 2008 | A man who loves               | L'uomo che ama ... Sara                                      |      |
| 2008 | Kacheli                       | Inna Maksimovna                                              | (ru) |
| 2008 | Italians                      | Vera                                                         |      |
| 2008 | The Double Hour               | Sonia                                                        |      |
| 2009 | The golden section            | Mari                                                         |      |
| 2009 | My Wife's Romance             | Soția lui Amro                                               |      |
| 2010 | The Father and the Foreigner  | Lisa                                                         |      |
| 2011 | Two days                      | Masha                                                        | (ru) |
| 2011 | Gulf Stream Under the Iceberg |                                                              |      |
| 2011 | Fairytale.Is                  | profesor de frunte                                           | (ru) |
| 2012 | No hurry                      | actrița Anna Feofanova (poveste scurtă "salvarea tunelului") |      |
| 2011 | Raspoutine                    | Maria Golovina                                               |      |
| 2014 | Noi 4                         | Lara                                                         |      |
| 2014 | The Ice Forest                | Lana                                                         |      |
| 2014 | The Invisible Boy             | Ylena                                                        |      |
| 2015 | Deerest Mother!               | Galina, mama Slavika                                         |      |
| 2015 | Norway                        | Anna                                                         |      |
| 2016 | The Queen of Spades           | Sofia Mayer                                                  |      |
| 2016 | Motte Ne                      |                                                              |      |

### Televiziune
| Anul    | Titlu                                      | Rol                                 | Note      |
| ------- | ------------------------------------------ | ----------------------------------- | --------- |
| 1999    | National Security Agent                    | Tanya                               | (ru)      |
| 1999    | Streets of Broken Lights 2                 | Marina Urbanskaya                   |           |
| 2000-05 | Destructive force                          | soția Sinitsky                      |           |
| 2000    | Empire under attack                        | Alina                               |           |
| 2001    | Gangster Petersburg 3: Antibiotic Collapse | Rachel Dallet                       | (ru)      |
| 2002    | On behalf of Baron                         | Debora                              | (ru)      |
| 2002    | Time to love                               | Nadya                               |           |
| 2002    | Knife in the Clouds                        |                                     |           |
| 2003    | Gangster Petersburg 4: Prisoner            | Rachel Dallet                       | (ru)      |
| 2003    | Do not quarrel, girls!                     |                                     |           |
| 2004    | Sissi - Empress rebel                      | Marie                               |           |
| 2005    | The Fall of the Empire                     | Alina Gorskaya                      |           |
| 2005    | Yesenin                                    | Galina Benislavskya                 |           |
| 2005    | Citizen of the head 2                      | Anna Karno                          | (ru)      |
| 2007    | Liquidation                                | Ida                                 | Miniserie |
| 2007    | Betrothed-disguised                        | Olga Gusarova wife Edik             |           |
| 2007    | More important than love                   | Veronica Vladimirtseva journalist   |           |
| 2009    | Isaev                                      | Lidiya Bosse, cântăreață            | (ru)      |
| 2012    | The White Guard                            | Elena                               |           |
| 2012    | After school                               | Zhanna Ivanovna, profesor de frunte | (ru)      |
| 2013    | Ladoga                                     | Olga Kaminskaya                     | Miniserie |
| 2014    | Boatswain Seagull                          |                                     | Miniserie |
| 2017    | Mata Hari                                  | Elizabeth Shragmyuller              |           |

## Legături externe
- Kseniya Rappoport la Internet Movie Database
- Maly Drama Theatre – Theatre of Europe